# Luchadores por la Libertad Económica
Luchadores por la Libertad Económica (en inglés: Economic Freedom Fighters) es un partido político de extrema izquierda de Sudáfrica fundado en 2013 por antiguos miembros del Congreso Nacional Africano.

## Historia
En julio de 2013, Julius Malema, un exmiembro del Congreso Nacional Africano (ANC), fundó los EFF, cuyo programa se basaba en la expropiación de tierras y la nacionalización de los recursos del país.
En junio de 2015, el partido hizo notar su ideología nacionalista negra solicitando, entre otras cosas, que la arquitectura los edificios fuesen revisadas y adaptadas para reflejar la historia de la lucha de los africanos contra el colonialismo. También solicitó, en su programa para las elecciones municipales de 2016, que unas cuarenta ciudades de la provincia del Cabo Occidental fuesen renombradas con topónimos africanos (incluyendo Bredasdorp, Camps Bay, Durbanville, George, Hermanus, Oudtshoorn, Plettenberg Bay, Riebeek West, Stellenbosch, Swellendam, Tulbagh, Worcester, etc.)

## Polémica

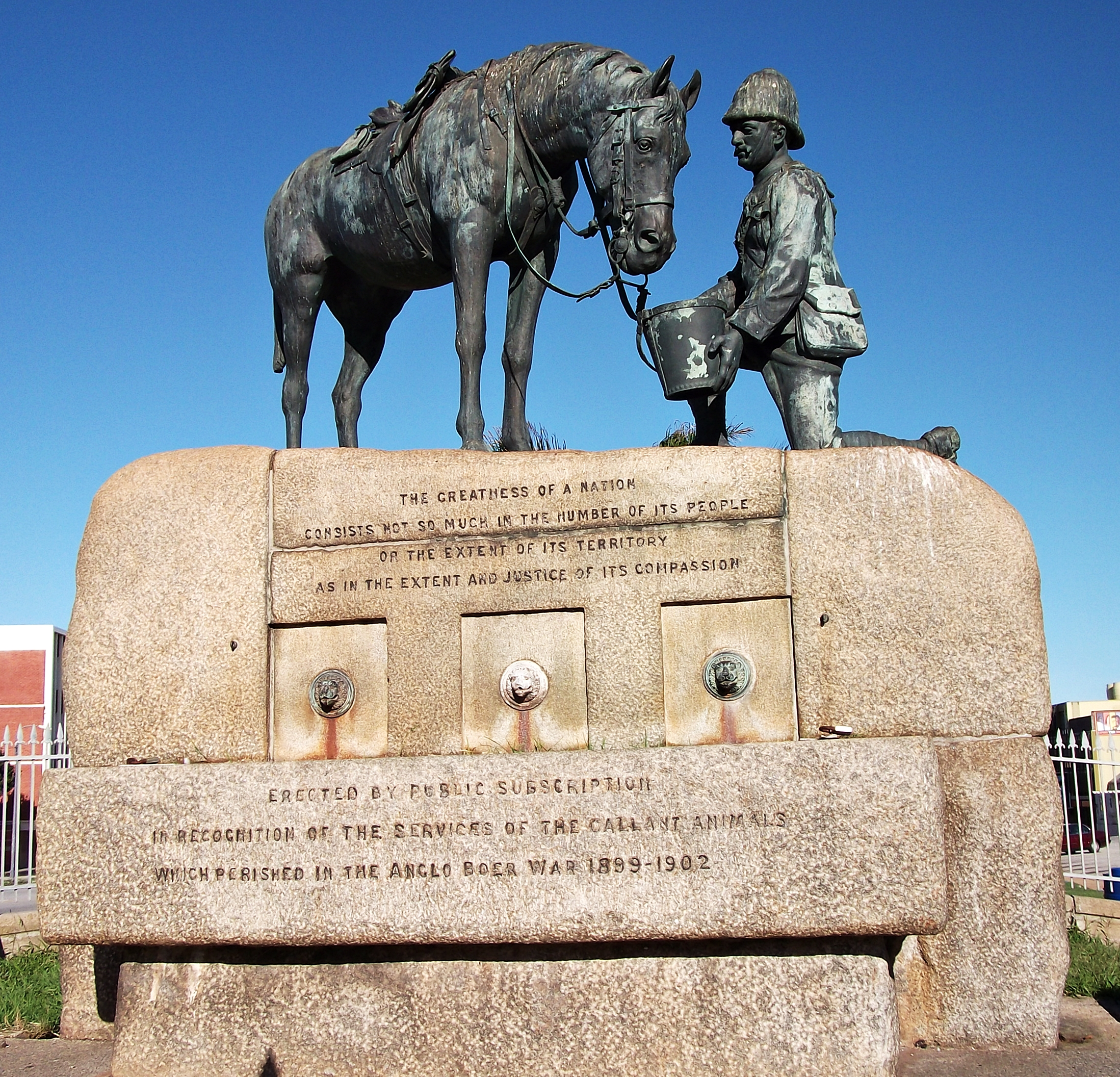
Monumento conmemorativo de los Caballos.

El Monumento conmemorativo de los Caballos en Puerto Elizabeth, que rinde homenaje a los caballos muertos durante la segunda guerra bóer, fue objeto de vandalismo en abril de 2015 por parte de los miembros del partido en respuesta al llamado de su líder Julius Malema a destruir las estatuas y monumentos erigidos durante la dominación blanca de Sudáfrica.
El partido atacó frontalmente a Jacob Zuma durante una sesión parlamentaria en febrero de 2015, provocando la expulsión de sus diputados del parlamento durante el discurso presidencial sobre el estado de la nación.
En abril de 2015, tras el llamado de Julius Malema a destruir todos los monumentos y estatuas relacionados con la historia de los blancos sudafricanos (monumentos coloniales, de la Unión Sudafricana o[cita requerida] de los tiempos del apartheid), miembros de los Luchadores por la Libertad Económica prendieron fuego al monumento a los caídos en Uitenhage, causando consternación en muchos residentes de la ciudad preocupados por la reconciliación entre las comunidades sudafricanas. Varios otros monumentos fueron en los días siguientes víctimas de vandalismo (estatuas de Paul Kruger en Pretoria y Rustenburg o el monumento a los Caballos en Port Elizabeth).
En 2016, el partido se manifestó ante la Universidad de Pretoria exigiendo que la enseñanza del afrikáans fuese suprimida  y se sustituyera por otras lenguas africanas. En la Universidad del Estado Libre miembros del partido penetraron en las instalaciones y causaron vandalismo después de comenzar peleas entre estudiantes blancos y negros.

## Violencia y fanatismo
Vusi Khoza, el candidato del partido para primer ministro de KwaZulu-Natal, tiene una condena penal por su participación en lo que se cree que es un ataque xenófobo contra extranjeros en Albert Park, Durban, en diciembre de 2009.[cita requerida]
La EFF es ampliamente criticada por incitar y perpetuar el racismo.[cita requerida] La Comisión Electoral Independiente de Sudáfrica descalificó a un concejal de EFF en las elecciones locales de 2016 debido al racismo.[cita requerida]
En febrero de 2016, durante violentas protestas universitarias caracterizadas por incendios premeditados y vandalismo, el líder juvenil de EFF, Omphile Seleke, publicó instrucciones para fabricar bombas de gasolina en las redes sociales.[cita requerida]
Julius Malema declaró en un mitin político en 2016 que "Nosotros [el EFF] no estamos pidiendo la matanza de personas blancas, al menos por ahora".[cita requerida] Cuando se le pidió un comentario por parte de una agencia de noticias, el portavoz del ANC, Zizi Kodwa, afirmó que sí lo haría. no hay comentarios del ANC, ya que "[h] e [Malema] estaba dirigiéndose a sus propios partidarios". Mientras todavía era el líder de ANCYL, Malema fue llevado al Tribunal de Igualdad por AfriForum por cantar repetidamente Dubul' ibhunu, que se traduce como "disparar al bóer [granjero blanco]". El ANC apoyó a Malema, aunque AfriForum y el ANC llegaron a un acuerdo antes de que el caso de apelación fuera discutido en el Tribunal Supremo de Apelación.
En enero de 2018, el vicepresidente del EFF, Floyd Shivambu, felicitó a los combatientes para causar daños a varias tiendas de H&M en Sudáfrica debido a la imagen de un niño negro con una sudadera con capucha verde que leía "El mono genial en la jungla". Julius Malema, líder de los Luchadores por la Libertad Económica, declaró en una reunión política en 2018 que "Ve tras un hombre blanco ... estamos cortando la garganta de la blancura". Esto llevó al fiscal acusando al líder de la EFF, Malema, de racismo y de no compartir las opiniones más tolerantes de los sudafricanos en general.[cita requerida]
Los EFF también incluyen representantes blancos.

## Resultados electorales
|  | 6,35 % |

|  | 10,79 % |